# 花嫁未満エスケープ
『花嫁未満エスケープ』（はなよめみまんエスケープ）は、小川まるにによる漫画作品。電子書籍ストア「ブックライブ」内の『COMICエトワール』（旧NINO編集部、ライブコミックス）にて2020年7月22日から2022年3月25日まで連載された。
ブックライブの「2021年 少女・女性マンガ上半期ランキング」では1位、「2021年 少女・女性マンガ年間ランキング」2位を獲得し、ダウンロード数は100万を突破している。
結婚適齢期を迎えたアラサー女子の主人公が、一向に結婚に踏み切らない同棲中の彼氏が誕生日を忘れていたことに腹が立ち、勢いで帰省した先で高校時代の同級生の元彼と再会し、二人の間で揺れ動くトライアングル・ラブストーリー。
2022年4月22日から、本作の前日譚にあたる『花嫁未満エスケープ【番外編】』が『COMICエトワール』にて連載中。
テレビ東京系列にて、岡崎紗絵主演でテレビドラマ化された。

## 登場人物
声の項はボイスコミックのキャスト。
柏崎ゆう（かしわざき ゆう）
声 - 石川由依
主人公。セレクトショップの店長。27歳。
付き合って6年、同棲して4年目の尚紀が結婚のことを真面目に考えないことに割り切れない気持ちを持っている。
しかも、つきあい始めの気持ちは完全に忘れ、誕生日すら忘れるほど雑な扱い受けていることに不満を感じている。
松下尚紀（まつした なおき）
声 - 内山昂輝
ゆうの彼氏。最近ではゆうのことを彼女扱いすらせずに、母親のように頼って甘えっぱなしの「お子ちゃま」な彼氏。
前日にゆうから誕生日アピールをされても、誕生日を忘れて届いたばかりの新作ゲームに夢中になってしまう。
勤務している住宅関係の会社では仕事はきちんとこなし、営業部のエース扱いを受けている。深見の会社は取引先。
深見一（ふかみ はじめ）
声 - 田丸篤志
高校の同級生で元彼。都内のタキ建設で勤務。10年ぶりに再会したのにゆうの誕生日を覚えていてくれた。
高校の時は自然消滅してしまったが、ゆうは自分にとって特別な存在だったと言う。
亜衣（あい）
声 - 本郷里実
ゆうの同僚で友人。尚紀のことをゆうから聞いて、自分ならすぐに別れると言う。
美沙（みさ）
声 - MAKIKO
ゆうの同僚で友人。同棲・離婚経験がある。何歳になってもどんな状況でも自分に正直に生きるよう、ゆうを励ます。
古賀（こが）
尚紀の同僚。同期でデスクも隣。飲み会で尚紀が「オレの彼女はオレの面倒見るのが好きなの」などと言うのを聞いて呆れる。
堀田（ほりた）
声 - 本郷里実
尚紀の同僚の女子社員。スペックが高く顔も好みの尚紀と付き合いたいと思っていた。
だが、別れて帰ってくるはずがない彼女に未練タラタラな男なんていらないと言い放たれる。

## 書誌情報
- 小川まるに『花嫁未満エスケープ』フレックスコミックス、全4巻
  1. 2021年9月15日発売[5]、ISBN 978-4-86675-168-9
  2. 2021年12月15日発売[7]、ISBN 978-4-86675-183-2
  3. 2022年4月15日発売[8]、ISBN 978-4-86675-212-9
  4. 2022年6月15日発売[9]、ISBN 978-4-86675-227-3

## テレビドラマ
2022年4月8日（7日深夜）から6月24日（23日深夜）まで、テレビ東京系列の「木ドラ24」枠にて放送された。主演は岡崎紗絵。
2023年1月7日（6日深夜）から1月28日（27日深夜）まで同系列の「ドラマ25」枠で続編となる『花嫁未満エスケープ 完結編』が放送された。原作にはない完全オリジナルストーリーとなっている。

### キャスト

#### 主要人物
柏崎ゆう（かしわざき ゆう）〈28〉
演 - 岡崎紗絵（8歳時：池谷美音）
主人公。彼氏の尚紀と付き合い始めて7年、同棲して5年目を迎えている。
それでも、結婚になかなか踏み切らない尚紀に割り切れない気持ちでいる。
セレクトショップ「ラブレス」のストアマネージャーを故郷の病気の母に付き添うために退職。
その後、ゆうが魅了されたブランド「Mellows」のデザイナーとして仕事に復帰する。
深見一（ふかみ はじめ）
演 - 浅香航大
ゆうの高校時代の元カレ。ゆうを気にかけ一途に想ってくれている。
松下尚紀（まつした なおき）
演 - 中川大輔
ゆうの今カレ。付き合いがマンネリ気味で、ゆうをお母さん扱いする「お子ちゃま彼氏」。
堀田マミ（ほりた マミ）
演 - 美山加恋
尚紀の会社の後輩。
坂本美沙（さかもと みさ）
演 - 小林涼子
ゆうの働くセレクトショップ「ラブレス」の店員。
三田亜衣（みた あい）
演 - 松村沙友理
「ラブレス」の店員。
作良亮介（さくら りょうすけ）
演 - 井上祐貴（完結編）
ウェディングドレスデザイナー兼クチュリエ。シングルファザー。

#### ラブレス
横山奈々子
演 - 櫻井音乃
店員。
店員
演 - 飛香まい

#### 松ノ宮ホーム
尚紀の勤務する会社。
森翔太
演 - ワタナベケイスケ
企画営業部部長。尚紀の同僚。
古賀
演 - 三河悠冴
企画営業部。尚紀の同僚。
木村奈津美
演 - 立野沙紀
尚紀の同僚。
尚紀がゆうのことを話すのを聞いて母親と思い込み、他人だったら一緒に暮らせないと言い放つ。

#### ゲスト

##### 第1話
宅配業者
演 - 堀丞

##### 第3話
中田明日香
演 - 竹野留里（第4話・第5話）
尚紀の同僚。社員や関係者を呼んで結婚パーティーをしている。

##### 第9話
柏崎由美子（かしわざき ゆみこ）
演 - 岡まゆみ（第11話）
ゆうの母親。乳癌を罹患している。
看護師
演 - 高田衿奈（第11話）
由美子が入院している病院の看護師。

##### 第10話
高校時代の友人
原田恵里菜
演 - 森田想（完結編第1話・2話）
ゆうと一の高校時代の友人。みんなで文化祭の出し物を相談し合う。
佐々木慎太郎
演 - 粟大和
関海斗
演 - 齊籐友暁（完結編第1話）
役名不詳
演 - 花柳のぞみ

##### 第11話
医師
演 - 中川ひろあき
ゆうの母が入院している病院の医師。ゆうに母の余命を告げる。
米谷
演 - 小林三十朗
ゆうの実家の近所のおじさん。ゆうにりんごを渡す。

##### 最終話
雨宮貴子
演 - 河井青葉（完結編第1話）
ゆうがデザイナーとして働き始めた「Mellows（メロウズ）」の社長。
Mellowsは、ゆうにとって「問答無用で心を奪われた」ブランド。
ゆうの同僚社員
演 - 乃中瑞生、浅利古都、大久保麗衣、柊有紗、三宅妃那
Mellowsでのゆうの同僚社員。
ラブレスの客
演 - 優木千央
ゆうがデザインした服を試着し、すごく気に入ってくれる。

##### 完結編第1話・第2話
作良いと
演 - 沼田あきら
作良亮介の娘。
濱野千晶
演 - 澁谷麻美
小西まどか
演 - 玉井らん

### スタッフ
特記のない場合はレギュラー放送、完結編共通。
- 原作 - 小川まるに『花嫁未満エスケープ』（ライブコミックス / フレックスコミックス）[注 1]
- 監督 - 堀江貴大、亀谷英司、鈴木統（レギュラー放送）
- 脚本 - 桑村さや香、早船歌江子（完結編）
- 音楽 - 渡邊琢磨
- オープニングテーマ - iScream（LDH Records）
  - レギュラー放送 - 「Eyes to Eyes」[35]
  - 完結編 - 「Love Me Better」[14]
- エンディングテーマ -  FANTASTICS from EXILE TRIBE「Escape」（rhythm zone） [35][36]
- サウンドデザイン - 浅梨なおこ、阿部祥高
- アパレル指導 - 佐藤梓
- 技術協力 - KDN（ケイ・デジタル・ネットワーク）、アップサイド
- プロデューサー - 村田充範（テレビ東京）、石田麻衣（ホリプロ）
- 制作 - テレビ東京、ホリプロ
- 製作著作
  - レギュラー放送 - 「花嫁未満エスケープ」製作委員会（テレビ東京・BookLive・フレックスコミックス・ホリプロ・avex）
  - 完結編 - 「花嫁未満エスケープ 完結編」製作委員会（テレビ東京・BookLive・フレックスコミックス・ホリプロ・avex）

### 放送日程
| 各話   | 放送日        | サブタイトル                | 監督     |
| ------ | ------------- | --------------------------- | -------- |
| 第1話  | 2022年4月08日 | なんで結婚できないの?       | 堀江貴大 |
| 第2話  | 4月15日       | 元カレに合鍵を渡されて…     | 堀江貴大 |
| 第3話  | 4月21日       | 自然消滅が正解…?            | 堀江貴大 |
| 第4話  | 4月28日       | 結婚したいって思った事ある? | 亀谷英司 |
| 第5話  | 5月06日       | もう逃げないって決めたのに… | 亀谷英司 |
| 第6話  | 5月13日       | 今。キスしたい…             | 堀江貴大 |
| 第7話  | 5月20日       | 一緒に暮らそ?               | 堀江貴大 |
| 第8話  | 5月27日       | 捨てられない指輪            | 堀江貴大 |
| 第9話  | 6月03日       | 私の幸せって何?             | 鈴木統   |
| 第10話 | 6月10日       | 結婚しよう?                 | 堀江貴大 |
| 第11話 | 6月17日       | 母から受け取ったドレス      | 堀江貴大 |
| 最終話 | 6月24日       | 幸せになるために、選んだ道  | 堀江貴大 |

| 各話   | 放送日        | サブタイトル | 脚本       | 監督     |
| ------ | ------------- | ------------ | ---------- | -------- |
| 第1話  | 2023年1月07日 | 出会いと再会 | 桑村さや香 | 亀谷英司 |
| 第2話  | 1月14日       | キスの意味   | 早船歌江子 | 亀谷英司 |
| 第3話  | 1月21日       | 突然の抱擁   | 早船歌江子 | 堀江貴大 |
| 最終話 | 1月28日       | 運命の恋     | 桑村さや香 | 堀江貴大 |

### 放送局
| 放送期間                | 放送時間         | 放送局         | 対象地域       | 備考           |
| ----------------------- | ---------------- | -------------- | -------------- | -------------- |
| 2022年4月8日 - 6月24日  | 金曜 0:30 - 1:00 | テレビ東京     | 関東広域圏     | 製作局         |
|                         |                  | テレビ大阪     | 大阪府         |                |
|                         |                  | テレビ愛知     | 愛知県         |                |
|                         |                  | テレビせとうち | 岡山県・香川県 |                |
|                         |                  | テレビ北海道   | 北海道         |                |
|                         |                  | TVQ九州放送    | 福岡県         |                |
| 2022年4月13日 - 6月29日 | 水曜 0:00 - 0:30 | BSテレ東       | 全国           |                |
|                         |                  | BSテレ東4K     | 全国           | 4K制作版で放送 |

| 放送期間                | 放送時間         | 放送局         | 対象地域       | 備考   |
| ----------------------- | ---------------- | -------------- | -------------- | ------ |
| 2023年1月7日 - 1月28日  | 土曜 0:52 - 1:23 | テレビ東京     | 関東広域圏     | 製作局 |
|                         |                  | テレビ大阪     | 大阪府         |        |
|                         |                  | テレビ愛知     | 愛知県         |        |
|                         |                  | テレビ北海道   | 北海道         |        |
|                         |                  | TVQ九州放送    | 福岡県         |        |
| 2023年1月20日 - 2月10日 | 金曜 1:05 - 1:35 | テレビせとうち | 岡山県・香川県 |        |

### ネット配信
| 配信開始月 | 配信サイト     | 配信料金     | 備考       |
| ---------- | -------------- | ------------ | ---------- |
| 2022年4月  | Paravi         | 定額制有料   |            |
| 2022年4月  | U-NEXT         | 定額制有料   |            |
| 2022年4月  | ネットもテレ東 | 広告付き無料 | 見逃し配信 |
| 2022年4月  | TVer           | 広告付き無料 | 見逃し配信 |
| 2022年4月  | GYAO!          | 広告付き無料 | 見逃し配信 |

| 配信開始月 | 配信サイト     | 配信料金     | 備考              |
| ---------- | -------------- | ------------ | ----------------- |
| 2022年12月 | Paravi         | 定額制有料   | 1週間独占先行配信 |
| 2023年1月  | ネットもテレ東 | 広告付き無料 | 見逃し配信        |
| 2023年1月  | TVer           | 広告付き無料 | 見逃し配信        |
| 2023年1月  | GYAO!          | 広告付き無料 | 見逃し配信        |

| テレビ東京系列 木ドラ24                     | テレビ東京系列 木ドラ24                              | テレビ東京系列 木ドラ24                                           |
| 前番組                                      | 番組名                                               | 次番組                                                            |
| ------------------------------------------- | ---------------------------------------------------- | ----------------------------------------------------------------- |
| 真夜中にハロー! （2022年1月14日 - 3月18日） | 花嫁未満エスケープ （2022年4月8日 - 6月24日）        | 量産型リコ -プラモ女子の人生組み立て記- （2022年7月1日 - 9月2日） |
| テレビ東京系列 ドラマ25                     |                                                      |                                                                   |
| 真相は耳の中 （2022年10月22日 - 12月24日）  | 花嫁未満エスケープ 完結編 （2023年1月7日 - 1月28日） | 全力で、愛していいかな? （2023年2月4日 - 3月25日）                |